# Morissen
Morissen (Reto-Romaans: Murissen) is een plaats en voormalige gemeente in het Zwitserse kanton Graubünden, behorend tot de gemeente Lumnezia. Morissen telt 227 inwoners en vormde tot eind 2012 een afzonderlijke gemeente.

## Geschiedenis
Morissen is op 1 januari 2013 gefuseerd met Cumbel, Degen, Lumbrein, Suraua, Vignogn, Vella en Vrin tot de gemeente Lumnezia.
- Historisch woordenboek van Zwitserland: 001455
- Virtual International Authority File: 236114621
- WorldCat: E39PBJwCTFBW3HrTgMPMkMGWDq